# الأقاشي
[[مطبخ سوداني|الأقاشي : هو طبق شعبي تقليدي (ويسمى أيضا السيريه)[بحاجة لمصدر]]]بحاجة لمصدر] هو أحد الأطباق الشعبية السودانية، يحضر من اللحم المشو المتبل ، ويعد شائعاً في غرب السودان وبعض مناطق غرب أفرييا، خصوصا ي المجتمعات ذات الأصول الهوساوية.
الأصل والتسمية: 

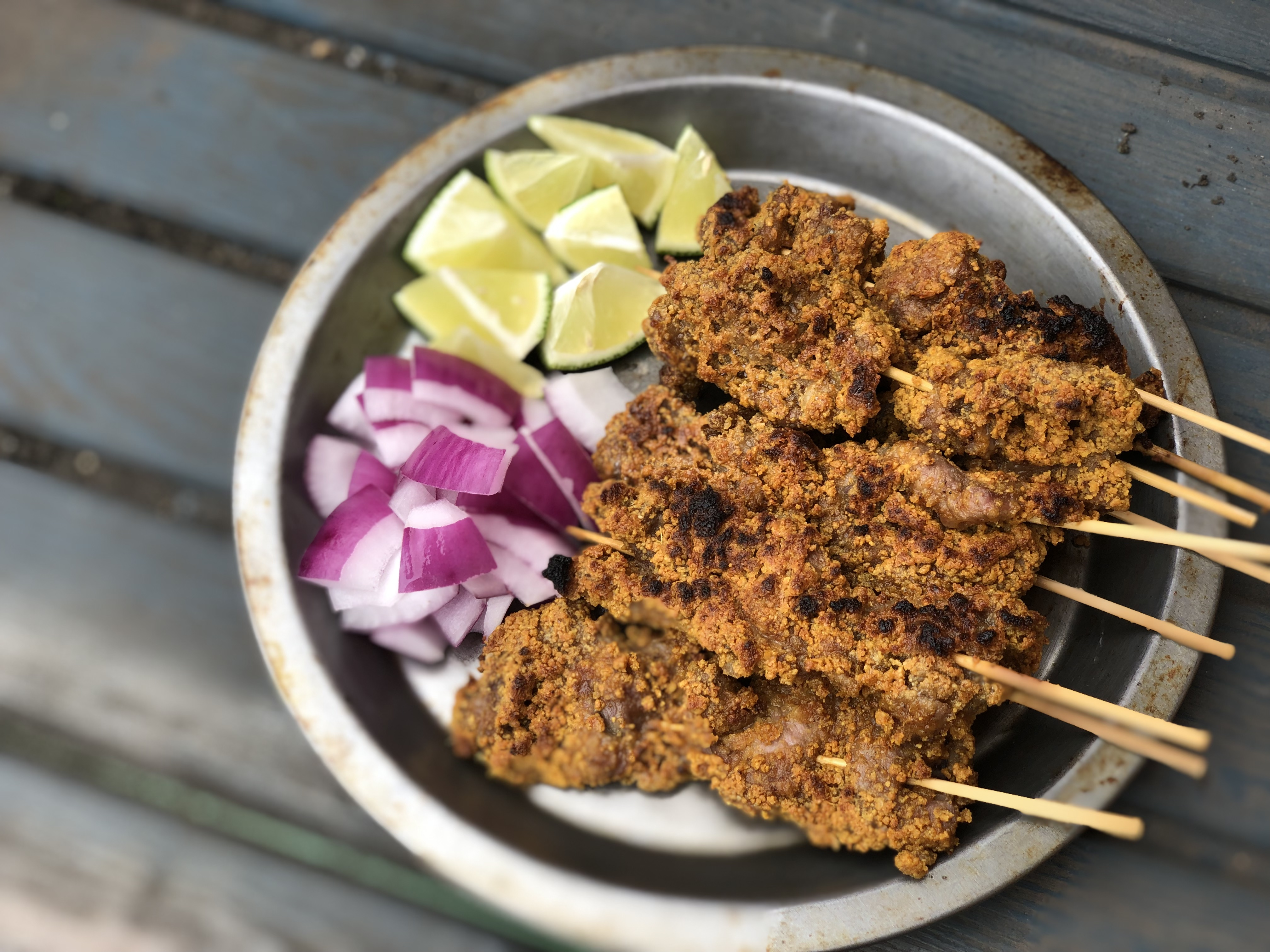
الأقاشي

تعود كلمة " أقاشي" إلى لغة الهوسا ، حيث تعرف الوجبة باسم " Kilishi" وهو نوع من اللحم المجففأو المشوي المتبل ويعتقد أن انتشار هذه الوجبة في السودان قد ارتبط بحركة الثقافة الهوساوية وتداخلها مع المطبخ السوداني مما أدى إلى تعريب الاسم وظهوره بصيغة "أقاشي" .
التحضير:
يتكون الأقاشي من شرائح رفيعة من اللحم( غالباً لحم بقري أو ضأن)، تتبل بخليط من التوابل التي قد تشمل:
بعد تتبيل اللحم (خالي العظم ) والذي يتم طحنه طحناً خفيفاً ليصبح أشبه بريش الضأن (الكوستوليتا)، ثم يتم تتبيله ببعض البهارات مثل الزنجبيل والفلفل والقرفة المخلوطة بالفول السوداني المطحون (الدكوة)، الكمون مع بعض الخبز الجاف المطحون (البوكسمات) من أجل تثبيت اللحم في أسياخ الشواء، ثم يوضع على نار متوسطة تقلب الأسياخ (جمع سيخ) حتى تنضج وتقدم على شكل طلبات أو سندوتشات مع البصل والليمون والشطة. يتم شيه على الفحم أو داخل أفران تقليدية ، يقدم الطبق غالباً مع الخبز  أو كوجبة خفيفة. 
السياق الثقافي :
يعتبر الأقاشي وجبة شائعة في الأسواق الشعبية والمناسبات الاجتماعية ، ويباع عادة من قبل باعة متجولين أو في أماكن إعداد الطعام السريع . يعكس الطبق تداخلاً ثقافياً بين المجتمعات السوداني والموروث الغربي الأفريقي خاصة في ولايات مثل دارفور وكردفان.

## معنى الاقاشي
الأقاشي أو ظيري كلمة معروفة في لغة الهوسا، وهي اللحمة المشوية بطريقة خاصة كما تعني الوجبة السحرية وهي عبارة عن شرائح من لحم الضأن الحمراء، أو الدجاج تُترك عدة ساعات في الشمس لتصبح جافة.

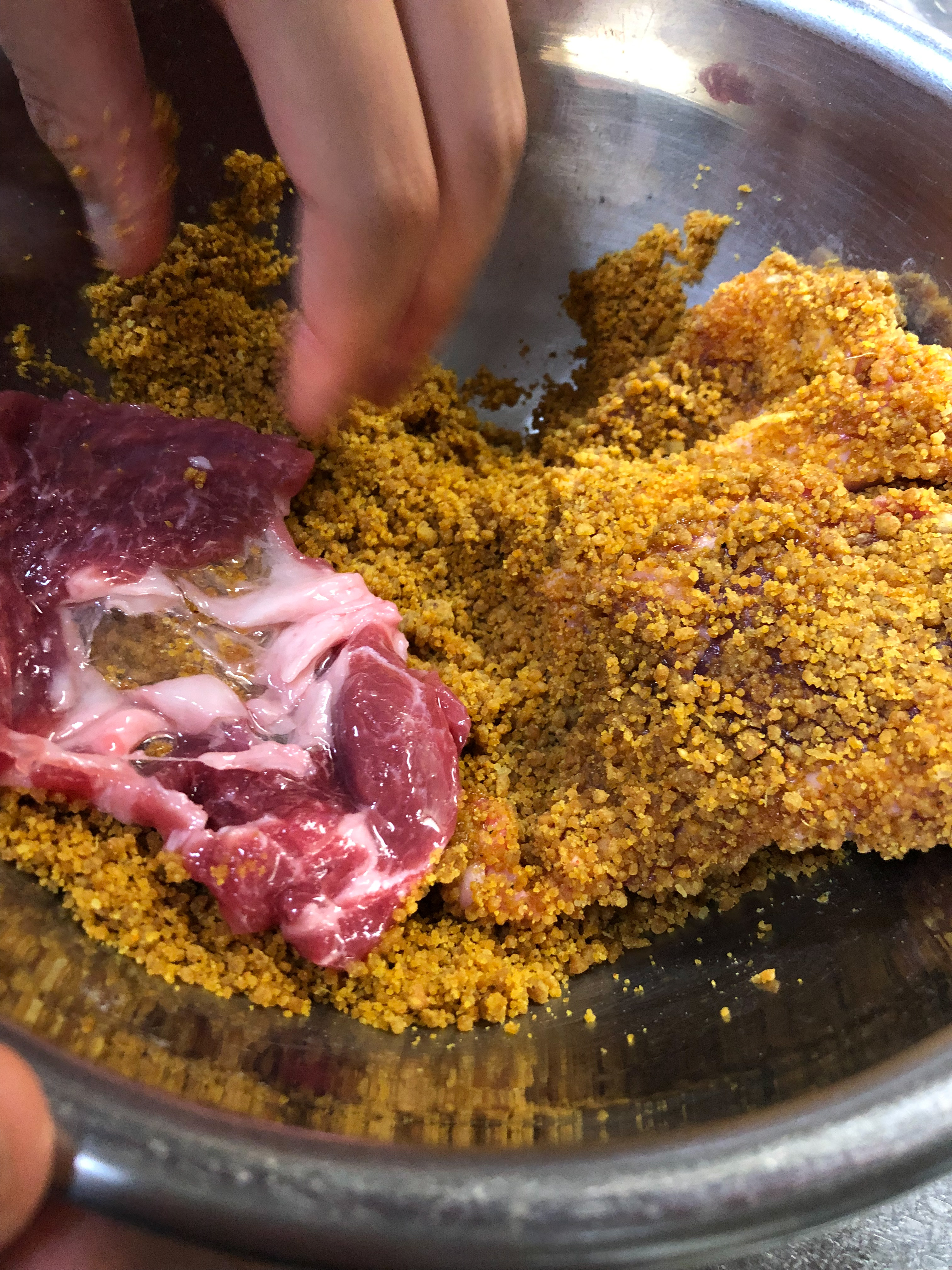
الأقاشي

## طريقة تحضيره
تقطع اللحمة شكل شرائح من غير عظام وتُـوضع في أسياخ ويتم تتبيلها داخل تركيبة من البهارات التي تأتي خصيصًا من أشجار معينة تنمو في المناطق الاستوائية في منطقة بحر الغزال في جنوب السودان بالقرب من الحدود مع أفريقيا الوسطى، كما تُـوضع الشرائح والبهارات في الليمون الحامض والفلفل ثم تقلب في مسحوق الفول السوداني [ قراقو ] وكلوا وفرين ياجي وهو جنزبيل / جنجر وبعد التتبيل توضع على الفحم دقائق معدودة ثم تؤكل مباشرة بالخبز ومعها كميات من البصل وسلاطة الشطيطة الحريفة المعروفة بشطة الاقاشي.

## مدى انتشاره في السودان

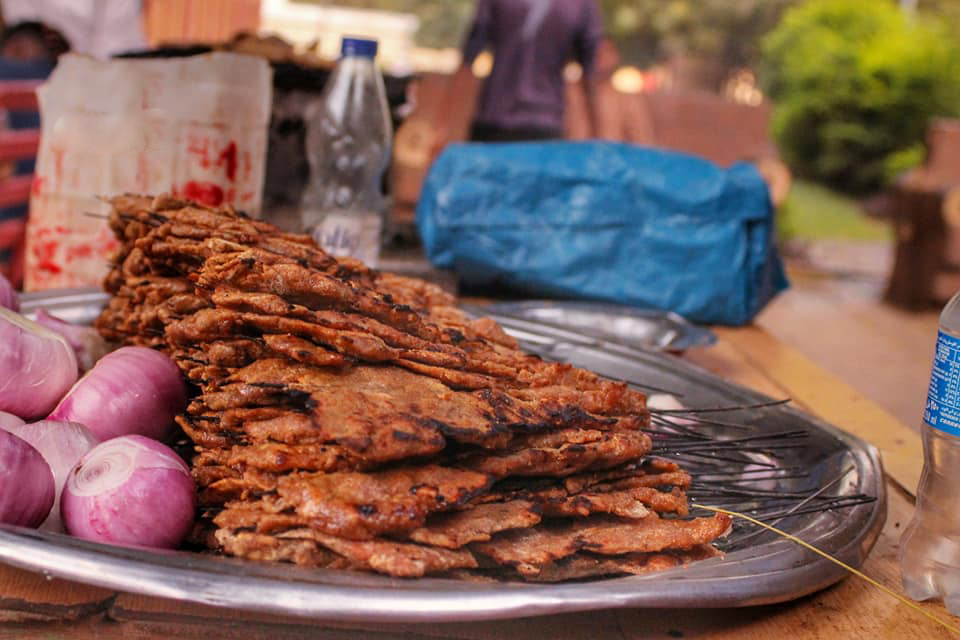
أقاشي

أصبحت الأكلة معروفة ومحبوبة لدى أبناء الشمال والجنوب وكذلك في شرق السودان وغربه، لكن أكثر الناس إبداعًا في صناعتها هم أبناء الهوسا في جنوب دارفور، وفي مدينة نيالا تعتبر هذه الوجبة الشعبية التي تجذب الشباب والمتزوجين حديثًا لاعتقادهم بأنَّها تعطي طاقة مضاعفة للجسم خصوصًا أنَّ محلات بيعها تبدأ عملها في الفترة المسائية. فالأقاشي بالنسبة لهم ليست وجبة رئيسية بقدر ما هي أكلة مسلية ومصدر للطاقة والقوة والحيوية.
وفي أحد الشوارع الرئيسية في نيالا، يعتبر إبراهيم آدم 30 عامًا أشهر مَن يقدمون أكلة الأقاشي وهو بالطبع من قبائل الهوسا أيضًا يقول: «ورثت صناعة الأقاشي عن والدي، حيث كان يعمل في نفس المهنة وكذلك الجد».
وحول سبب الإقبال الشعبي على هذه الأكلة بالذات لانها وجبة صحية تمامًا فهي فاتحة للشهية، يتناولها كثيرٌ من الناس على أنَّها علاجٌ وغذاءٌ في نفس الوقت».
وعلى الرغم من انتشار محلات الأقاشي في معظم مدن السودان فإنها تزداد كثافة في مناطق دارفور نظرًا لتوافر اللحوم بأسعار مناسبة وبنوعية مميزة عن غيرها في باقي مناطق السودان، كما أنَّ أبناء قبائل الهوسا منتشرون بكثافة في [جنوب دارفور].

## القيمة الغذائية
1. لحوم الأقاشي تمد الجسم بالطاقة.
2. تزيد من الخصوبة.
3. تمد الجسم بالبروتينات لأن قوامها الرئيسي من اللحم.
4. تحتوي على كميات قليلة من الدهون والكوليسترول جراء العمليات التي تصاحب الاعداد.[2]